# Premio Amanda 2000
La XVI edizione del premio cinematografico norvegese premio Amanda (Amanda Awards in inglese) si tenne nel 2000.

## Vincitori
- Miglior film - S.O.S., regia di Thomas Robsahm
- Miglior attore - Bjørn Sundquist per Sejer - se deg ikke tilbake
- Miglior attrice - Kjersti Holmen per S.O.S.
- Miglior cortometraggio - 80 grader aust for Birdland
- Miglior film straniero - American Beauty
- Miglior debutto - Mads Ousdal
- Miglior serie TV - Bjørn Sundquist
- Premio onorario - Pål Gengenbach